# Mägo de Oz (La Bruja)
Pour le groupe, voir Mägo de Oz.
Albums de Mägo de Oz
Jesús de Chamberí
(1996) La Leyenda de la Mancha
(1998)
Mägo de Oz (La Bruja) est un album du groupe de Folk metal espagnol Mägo de Oz. L'album est sorti le 12 octobre 1997 sous le label Locomotive Music.
Cet album contient cinq titres provenant de leur premier album studio, Mägo de Oz, ré-enregistré avec le nouveau vocaliste du groupe. Le mot "La Bruja" a été ajouté au titre de l'album pour faire la différence entre les deux albums. "La bruja" signifie "la sorcière" en espagnol, une sorcière étant présente sur la couverture de la pochette.

## Musiciens
- José : chant
- Carlitos : guitare
- Frank : guitare
- Salva : basse
- Txus : batterie
- Mohamed : violon

## Liste des morceaux
1. El Lago
2. T'esnucaré Contra'l Bidé
3. El Hijo Del Blues
4. Gerdundula
5. Mago De Oz